# Store Grindøya
Store Grindøya, auch nur als Grindøya bezeichnet, ist eine unbewohnte Insel in Norwegen und gehört zur Gemeinde Tromsø in der norwegischen Provinz Troms.

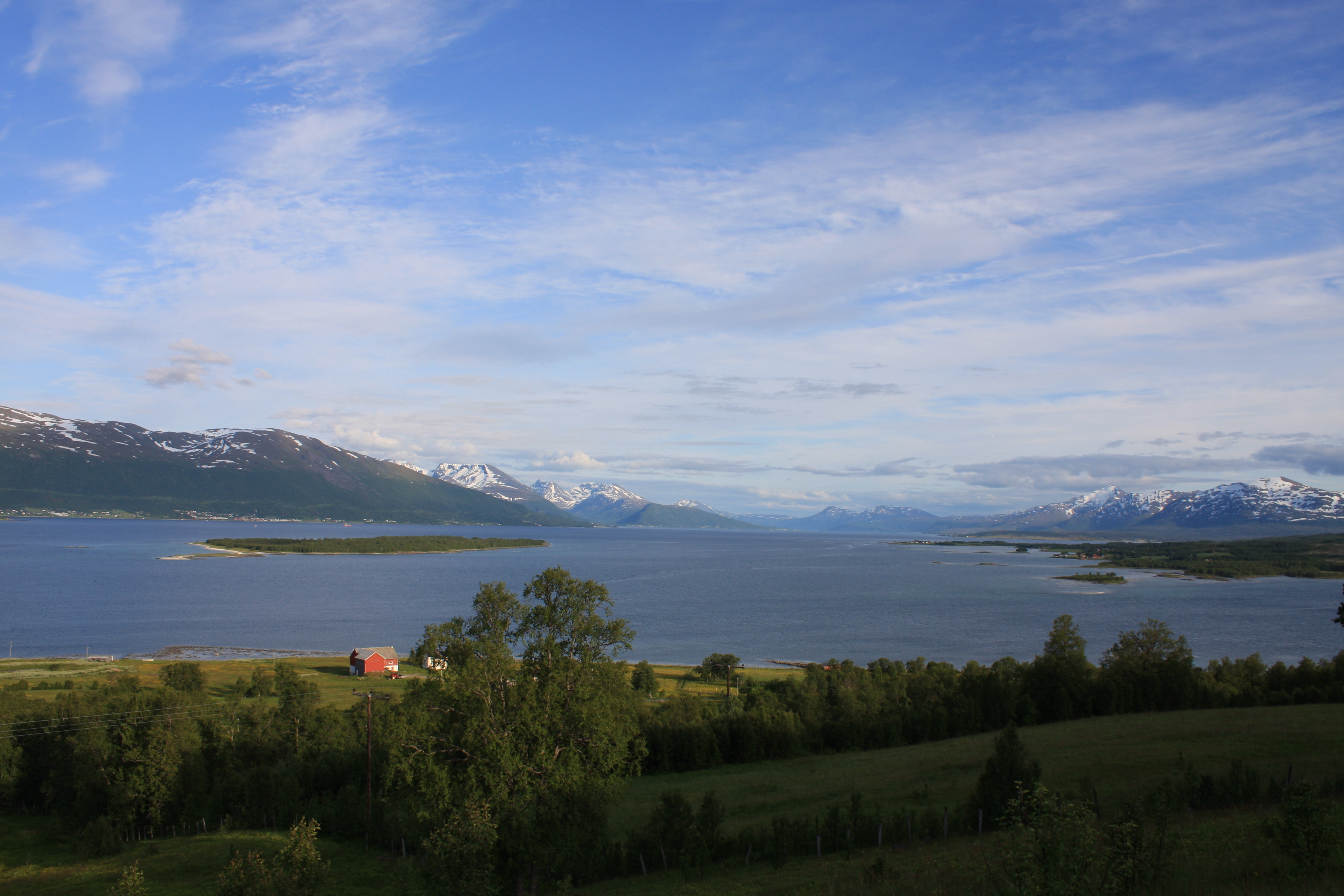
Blick von Nordwesten, Store Grindøya (links)

Sie liegt südwestlich vor Tromsø und östlich vor Kvaløya im Sandnessundet. Westlich liegt die kleine Insel Litje Grindøya, nördlich Håkøya. Store Grindøya erstreckt sich von Norden nach Süden über etwa 1,8 Kilometer bei einer Breite von bis zu ungefähr 500 Metern. Die Insel ist bewaldet und erreicht eine Höhe von bis zu 14,5 Metern. Sie gehört zum Gebiet des Naturreservats Grindøysundet naturreservat und ist insbesondere Heimat vieler Wasservögel, wie Eiderente, Eisente und Samtente.
Der Name der Insel soll auf das norwegische grindgang zurückgehen und so viel wie „Gehege“ bedeuten. Es ist ein Verweis auf die ab dem 18. Jahrhundert auf der Insel betriebene Viehhaltung. Während des Zweiten Weltkriegs lag ab Oktober 1944 zwischen Store Grindøya und Håkøya das deutsche Schlachtschiff Tirpitz, wo es am 12. November 1944 versenkt wurde.